# Daniel Szczechura
Daniel Szczechura (ur. 11 lipca 1930 w Wilczogębach) – polski reżyser i scenarzysta filmów animowanych, scenograf, pedagog.

## Praca naukowa
Studiował na Akademii Sztuk Pięknych w Warszawie (1951–1952) oraz historię sztuki na Uniwersytecie Warszawskim (dyplom w 1958). Skończył również wydział operatorski łódzkiej szkoły filmowej (1962).
Jest profesorem sztuk filmowych.
W latach 70. był wykładowcą ASP w Warszawie, prowadząc Pracownię Filmu Animowanego Katedry Projektowania Graficznego na Wydziale Grafiki. Jego uczniem jest m.in. autor znanych filmów animowanych Piotr Dumała. Był także wykładowcą w Zakładzie Realizacji Obrazu Telewizyjno-Filmowego Wydziału Radia i Telewizji im. Krzysztofa Kieślowskiego Uniwersytetu Śląskiego w Katowicach, na Wydziale Informatyki Śląskiej Wyższej Szkoły Informatyczno-Medycznej w Chorzowie, Wydziale Informatyki Śląskiej Wyższej Szkoły Informatyki w Chorzowie oraz Pracowni Animacji 2D Wydziału Sztuki Nowych Mediów Polsko-Japońskiej Wyższej Szkoły Technik Komputerowych w Warszawie. Wykładał ponadto za granicą m.in. Królewskiej Akademii Sztuki w Gandawie i Emily Carr College w Vancouver.
Mieszka w Warszawie, na Żoliborzu.

## Charakterystyka dorobku
W latach 50. zrealizował kilkanaście filmów amatorskich na taśmie 16 mm, z których kilka uzyskało nagrody na konkursach filmowych, m.in. zrealizowane wspólnie z Andrzejem Błasińskim Spojrzenie.
Jego filmem dyplomowym była etiuda filmowa Konflikty (1960).
Od 1961 do początków lat 90. pracował w łódzkim Studiu Małych Form Filmowych Se-ma-for.
Współzałożyciel i autor scenografii warszawskiego Studenckiego Teatru Satyryków STS.
W 1993, w książce Zbigniew Rybczyński, podróżnik do krainy niemożliwości. Wokół twórczości Zbigniewa Rybczyńskiego (praca zbiorowa pod redakcją Zbigniewa Benedyktowicza; współpraca redakcyjna: Teresa Rutkowska, Ryszard Ciarka; Pracownia Historii i Teorii Filmu-Instytut Sztuki PAN - Komitet Kinematografii, ISBN 83-85938-00-1) ukazały się teksty Szczechury: Méliès telewizji oraz "Tango" czyli nowe spojrzenie na kino.
Jest laureatem wielu nagród za całokształt twórczości m.in. medalu Złotego Grona (1969), nagrody im. Zenona Wasilewskiego (1975), Nagrody Ministra Kultury i Sztuki II stopnia (1975), Nagrodę Specjalną ASIFA za nieoceniony wkład w sztukę i rozwój filmu animowanego (1990) i nagrodę Gemma, Włoskiego Stowarzyszenia Filmu Animowanego oraz Złotego Medalu „Gloria Artis – Zasłużony Kulturze” (2008).
Otrzymał również nagrody indywidualne za większość swoich filmów animowanych m.in. w Ogólnopolskim Konkursie Filmów Amatorskich w Warszawie, Złotego Smoka Wawelskiego na Ogólnopolskim Festiwalu Filmów Krótkometrażowych w Krakowie, Złote Koziołki na OFF dla Dzieci i Młodzieży w Poznaniu, Nagrody Klubu Krytyki Filmowej SDP, Syrenkę Warszawską, Nagrody Towarzystwa Uniwersytetów Ludowych.
Zdobył szereg wyróżnień zagranicznych na Festiwalach w Adelaide – Auckland, Barcelonie, Bergamo, Buenos Aires, Cordobie, Filadelfii, Linzu, Mamai, Montevideo, Oberhausen, Biennale Młodych w Paryżu, Trydencie i Wiedniu.
W 2005 powstał o nim film dokumentalny Podróże Daniela Szczechury (scenariusz i reżyseria Marcin Giżycki; produkcja: Studio Filmowe Kalejdoskop dla II Programu Telewizji Polskiej).
19 grudnia 2008 z rąk ministra kultury i dziedzictwa narodowego Bogdana Zdrojewskiego odebrał Złoty Medal „Zasłużony Kulturze – Gloria Artis”.
W grudniu 2009 ukazała się poświęcona mu książka Hobby Animacja. Kino Daniela Szczechury pod redakcją Jerzego Armaty (Wydawnictwo Studio EMKA, Warszawa 2009, ISBN 978-83-60652-62-6).
W 2010, podczas 10. Międzynarodowego Festiwalu Filmowego Era Nowe Horyzonty we Wrocławiu odbyła się retrospektywa jego twórczości.
W 2017 otrzymał nagrodę specjalną Smok Smoków na 57. Krakowskim Festiwalu Filmowym za wyjątkowy wkład w rozwój światowej kinematografii w dziedzinie filmu animowanego.
W kwietniu 2025 roku, w ramach drugiej edycji Timeless Film Festival Warsaw, odbył się specjalny, dwuczęściowy pokaz filmów animowanych Daniela Szczechury z jego udziałem. 
Jest jednym z bohaterów książki Jerzego Armaty Anima. Mistrzowie polskiej animacji (wyd. EGoFILM, Warszawa 2025).

## Filmografia
- 1955 Spojrzenia film fabularny (scenariusz i realizacja z Andrzejem Błasińskim)
- 1957 Stadion film fabularny (scen. i realiz. z Andrzejem Błasińskim)
- 1960 Konflikty film dyplomowy, aktorsko-rysunkowy
- 1978 Test pilota Pirxa animacja

Filmy animowane
- 1961 Maszyna film wycinankowy (scenariusz z Mirosławem Kijowczykiem)
- 1962 Litera film wycinankowy (scenariusz z Andrzejem Błasińskim)
- 1963 Duet pod pseudonimem Karol Wirten (scenariusz Emil Saski)
- 1963 Fotel film wycinankowy (scen. z Emilem Saskim)
- 1964 Na jezdni reż. pod pseud. Karol Wirten, scen. Daniel Szczechura)
- 1964 Pierwszy, drugi, trzeci...(scen. Emil Saski), film kombinowany
- 1966 Karol film wycinankowy, satyryczny
- 1966 Wykres film kombinowany
- 1968 Desant (scen. z Andrzejem Warchałem), film kombinowany
- 1968 Hobby film wycinankowy łączony z rysunkowym
- 1969 Zbrodnia Stelli (cz.5), Sindbad pogrzebany (cz.6) w Przygody Sindbada Żeglarza (scen. Katarzyna Latałło), filmy wycinankowe z serii opartej na „Przygodach Sindbada Żeglarza” Bolesława Leśmiana
- 1970 Podróż, film kombinowany
- 1971 Differenzen, prod. Austria
- 1971 Jeśli ujrzysz kota fruwającego po niebie (scen. z Andrzejem Krauze), film wycinankowy
- 1971 Zamek w lesie (cz. 6) w Klechdy polskie(scen. Maria Achmatowicz, Alicja Kowalska), film z serii realizowanej przez różnych reżyserów
- 1972 Lamus, film kombinowany
- 1972 Ogrodnik, film kombinowany
- 1973 Arena, film kombinowany, rozrywkowy
- 1973 Mysia wieża, prod. Włochy
- 1973 Poema de fumetti, prod. Włochy
- 1974 O królu Popielu, film z międzynarodowej serii Bajki Narodów
- 1975 Gorejące palce, film kombinowany
- 1977 Problem, (scen. Janusz Weiss), film kombinowany
- 1978 Skarpetka (scen. Kazimierz Żórawski), żart filmowy
- 1978 Skok, film kombinowany, bohater ma twarz samego reżysera
- 1981 Fatamorgana, film kombinowany – aktorsko-animowany
- 1983 Fatamorgana 2 film kombinowany – aktorsko-animowany
- 1986 XYZ, film kombinowany
- 1988 Rybką być, film rysunkowy
- 1991 NOVI SINGERS, film kombinowany, muzyczny (muzyka Chopina w wykonaniu zespołu Novi Singers)
- 1991 Grande Valse Brillante, film muzyczny
- 1992 Odgłosy wiosny, film muzyczny
- 1992 Humoreska Dvořáka, film muzyczny
- 1997 Dobranocka, animowany
- 2002 Hobby. Daniel Szczechura. Podtytuł: Kilka filmów animowanych jednego autora (Konflikty, Fotel, Wykres, Hobby, Podróż, Gorejące palce, Skok, Fatamorgana 1 i 2, Dobranocka)

Filmy dokumentalne
- 1995 Henryk Tomaszewski

Autor zdjęć
- 1959 STS 58 etiuda filmowa Agnieszki Osieckiej
- 1959 Nie śpij, bo cię okradną film Stefana Szlachtycza
- 1959 Świat na nas czeka etiuda Wojciecha Solarza
- 1960 Śmierć i dziewczyna etiuda Wojciecha Solarza
- 1961 Plakat z drewna etiuda filmowa Agnieszki Osieckiej
- 1961 Ułan i dziewczyna etiuda Krzysztofa Zanussiego
- 1962 Wizyta etiuda Wojciecha Solarza